# 胜利汽车制造厂
胜利汽车制造厂别名胜利自动车联合企业是朝鲜民主主义人民共和国的汽车制造企业，位于平安南道德川市。于1950年11月在前苏联援助下成立。最初名为“德川汽车制造厂”，1975年改为现名。在1998年和平汽车成立前一直是朝鲜汽车工业的代表，其产品在朝鲜国产汽车中的占比达80%。

## 产品

### 卡车
- 胜利58、胜利58KA
- 胜利60
- 独立64

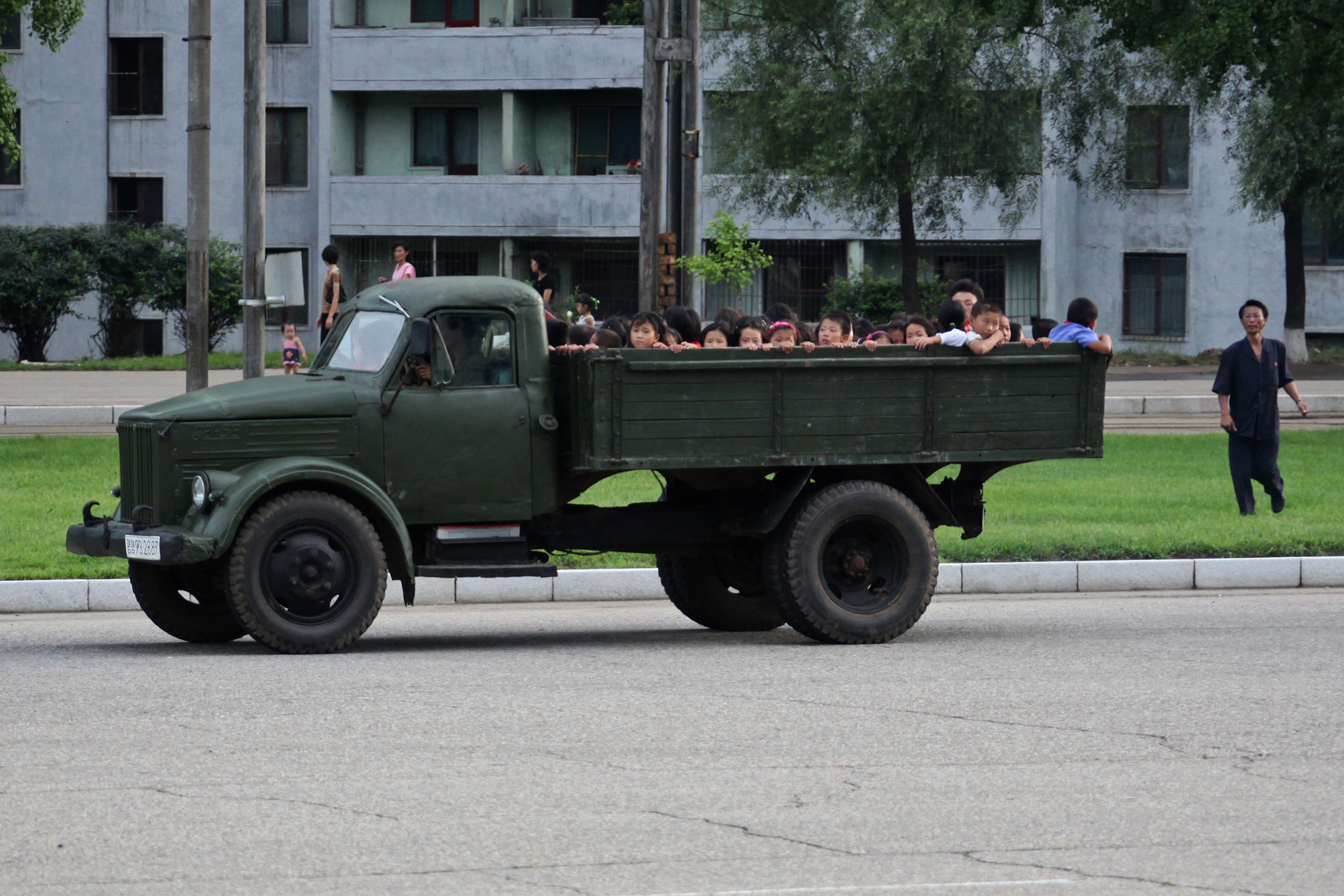
正在接載學童的勝利58型卡車

- 錦繡山（금수산）1979年起生產的40噸卡車

### 吉普车
- 复兴68

### 民用车系列
- 早晨之花（ Achimkoy）一輛五門轎車，原型車位蘇聯製嘎斯-M20 Pobeda
- 建築
- 自主原型車為大眾帕薩特
- 更生號（갱생호）
- 白頭山號（백두산호）原型車為1987年奔馳W201
- 新太白（신태백）
- 勝利-4.10，原型車為GAZ-69人員車